# بحيرة مريوط
بحيرة مريوط أحد البحيرات المالحة في شمال مصر، تقع جنوب الإسكندرية. وهي أصغر بحيرات الدلتا الشمالية.

## الجغرافيا
منسوب مستوى الماء فيها هو نحو ثمانية أقدام تحت مستوى البحر. وكانت تغطي مساحتها نحو 200كم² عند بداية القرن العشرين، ثمّ تقلصت مساحتها لتبلغ نحو 50كم² عند بداية القرن الحادي والعشرين. يفصلها عن البحر الأبيض المتوسط ما يعرفه الجغرافيون بالـ«برزخ»، وعليه بنيت الإسكندرية. ویتراوح العمق بها بین 0.6 و2.7 متر ولا يتجاوز متوسط ملوحة بحیرة مریوط 3%، تراوحت درجة حرارة میاه بحیرة مریـوط بـین 15 و 19 درجة مئویة وبمتوسط عام 15.89 درجة مئویة.

## التاريخ
في العصور القديمة، كانت البحيرة أكبر بكثير مما هي عليه الآن، وتمتد إلى الجنوب والغرب وتحتل حوالي 700 كم2. لم يكن لها فتحة تربطها بالبحر الأبيض المتوسط، حيث كانت تتغذى بمياه النيل عبر عدد من القنوات. بحلول القرن الثاني عشر، تضائلت البحيرة لتتحول إلى مجموعة من البحيرات المالحة والمسطحات الملحية  وجفت في أواخر العصور الوسطى.
كانت البحيرة متصلة من الجهة الجنوبية بنهر النيل ومن الجهة الشمالية بالبحر المتوسط، ففي غابر الزمان كانت بحيرة مريوط طريقاً ملاحياً للسفن وتتصل بالفرع الكانوبي للنيل بواسطة قناة تسمى «قناة نواقراطس»، وكان الناس القادمين من الإسكندرية أو من منطقة الدلتا، يصلون بالمراكب إلى الشاطئ الغربي لبحيرة مريوط في منطقة المكس.
قبل 250 عامًا على الأقل، كانت مياه البحيرة عذبة، وجفَّ جزء كبير منها خلال الفترة التي سبقت فيضان النيل مرة أخرى. اخترقت عاصفة عام 1770 الجدار البحري في أبو قير، وخلقت بحيرة مياه البحر المعروفة باسم بحيرة أبو قير. فُصلت المياه المالحة عن بحيرة مريوط بواسطة القناة التي سمحت للمياه العذبة بالانتقال من النيل إلى الإسكندرية. في 13 مارس 1801، قطع البريطانيون القناة كجزء من حصار الإسكندرية، مما أتاح اندفاعًا كبيرًا لمياه البحر من بحيرة أبو قير إلى بحيرة مريوط. لم تعد بحيرة أبو قير موجودة، وأصبحت بحيرة مريوط قليلة الملوحة بدلاً من أن تكون عذبة.
عندما فتح البريطانيون البحيرة على البحر في زمن نابليون تسبب في فيضان بالمياه المالحة دمّر 150 قرية. قام البريطانيون بقطع السدود عام 1801 بإعادة ملء بحيرة مريوط بحيث استعادت فجأة رقعتها القديمة، وأصبحت مليئة بالمياه المالحة بدلاً من المياه العذبة، وصارت ضحلة جدًا للملاحة. وفقدت الإسكندرية اتصالها بالنيل، مما استدعى فتح قناة المحمودية من الإسكندرية إلى النيل عام 1820.
يفصل بحيرة مريوط عن البحر الأبيض المتوسط برزخ ضيق بنيت عليه مدينة الإسكندرية. يعد شاطئ البحيرة موطنًا لمصايد الأسماك والملاحات. سُجّل منذ أوائل القرن العشرين تكرير الملح من الجزء الغربي من البحيرة. ووفقًا لبعض السجلات، كانت نومي بنفس اللفظ تقع على ضفاف هذه البحيرة.

## أبو صير

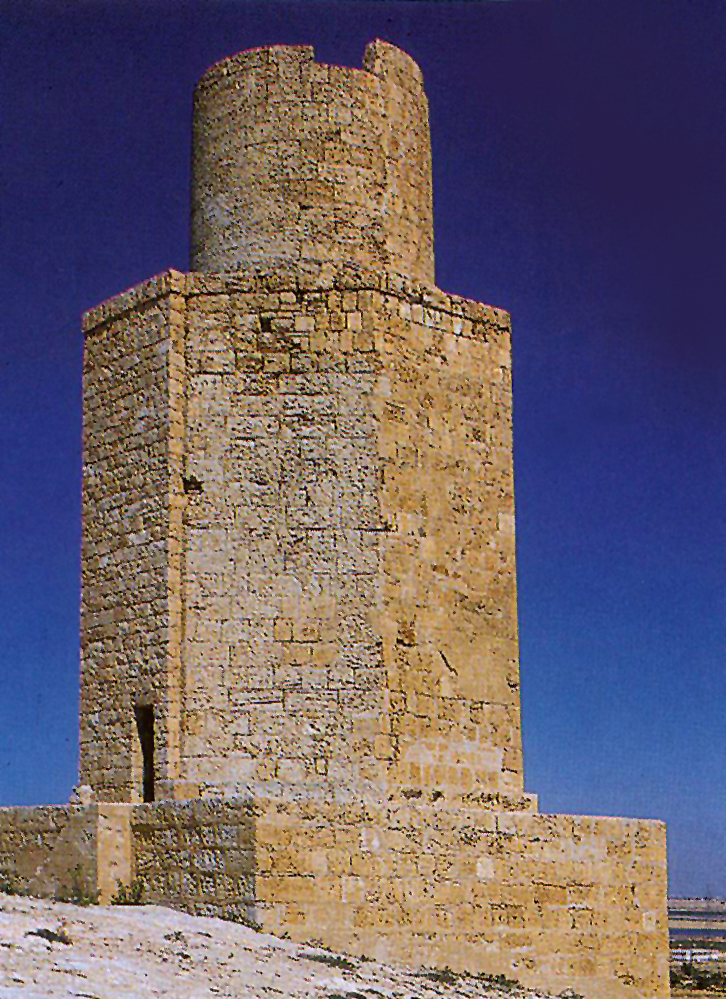
«فاروس أبو صير» يُزيّن مقبرة، ويُعتقد أنّه محاكاة لفنار الإسكندرية الشهير.

تقع بلدة أبو صير الساحلية، المعروفة في العصور القديمة باسم تابوزيريس ماغنا (باللاتينية: Taposiris Magna)، على شاطئ بحيرة مريوط. يمكن رؤية أطلال معبد قديم ومحاكاة قديمة لفنار الإسكندرية. اعتبارًا من عام 2009، كان يشتبه أيضًا في أنه مكان دفن كليوباترا السابعة ومارك أنتوني.
في عام 2015، اكتشفت لوحة تذكارية تشبه حجر رشيد يعود تاريخها إلى حوالي 2200 عام في موقع معبد تابوزيريس ماغنا في بحيرة مريوط. بقياس 41 بوصة (105 سم) في 25.6 بوصة (65 سم) في 7 بوصات (18 سم)، تُخلد رسالتها ذكرى اثنين من الفراعنة البطالمة والملكة القرينة كليوباترا الأولى. كما توجد مقابر قديمة تقع على ضفاف البحيرة.

## الأحياء
يعيش فيها سمك البياض النيلي رغم أن مياهها «مسوسة». في عام 1939، عُزلت بحيرة صغيرة تسمى «نزهة هيدرودروم» عن بحيرة مريوط مما سمح للبياض النيلي بالازدهار هناك.
تتمیز بحیرة مریوط بكثافة الغطاء النباتي الأخضر على جمیع أحواضها. ویرجع ذلك إلى ضحالة میاه تلك البحیرة.

## البيئة
صنّفت دراسة تقييم الأثر البيئي والإجتماعي للمناطق الساحلية بالإسكندرية عام 2009، بحيرة مريوط من بين أكثر المناطق تلوثًا بالنفايات الصناعية في مصر. حيث صار ماء البحيرة ملوثاً يكاد يكون أحمر اللون، تنبعث منه روائح كريهة وتقل به نسبة الأوكسجين الذائب وتطفو فوق سطح مياهها الأسماك الميتة.
وتعرضت بحيرة مريوط للردم والتجفيف منذ عام 1987، حيث تم إستقطاع 500 فدان لإنشاء مدينة مبارك الرياضية وإستقطاع 200 فدان لإنشاء القطاع السابع من الطريق الدولي الساحلي الشمالي (محور التعمير) وإستقطاع 130 فدان لإنشاء الحديقة الدولية وإستقطاع 40 فدان لتوسعات مشروع الصرف الصحي بالإسكندرية.

## الاقتصاد

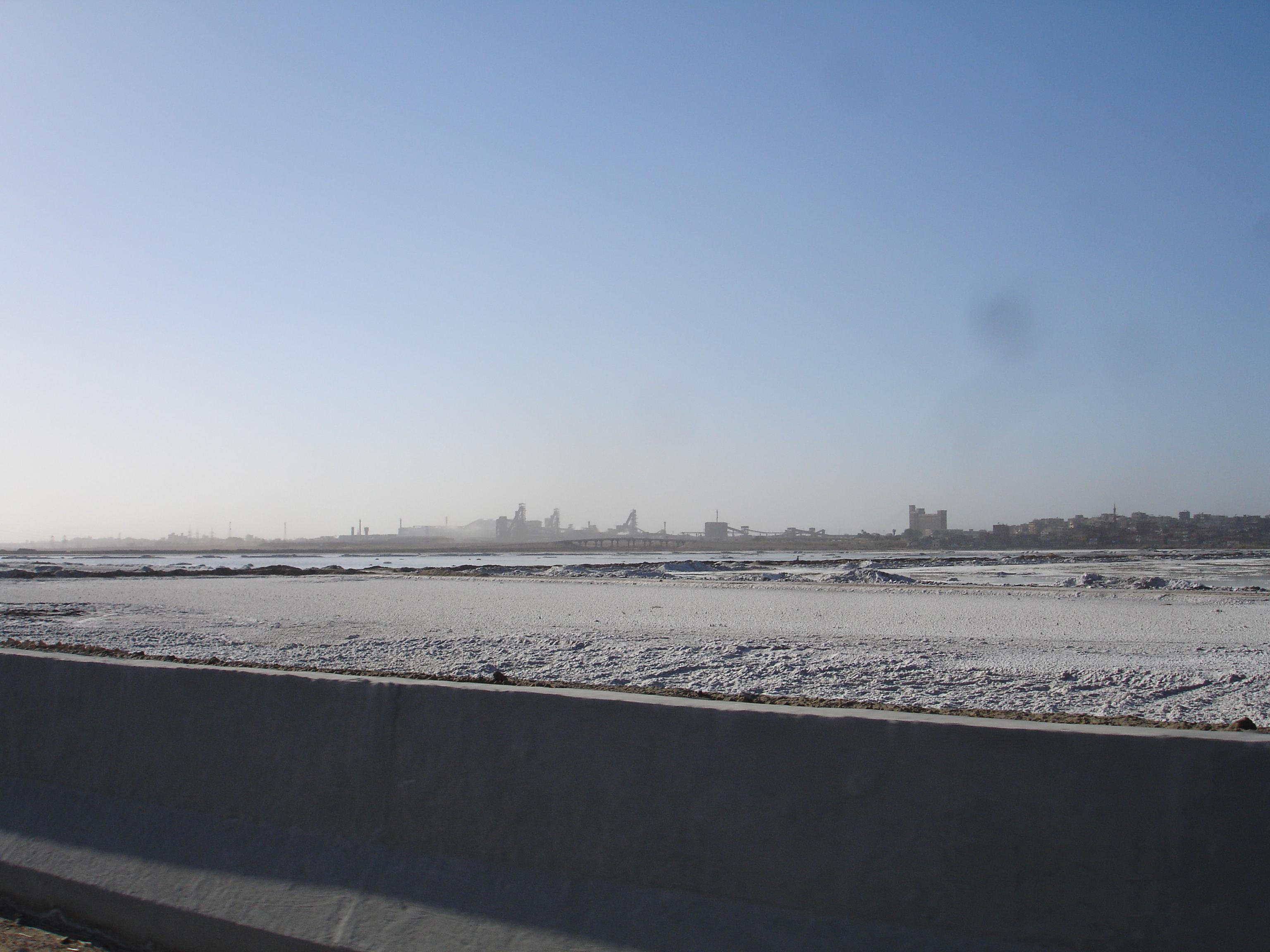
منطقة من البحيرة جُفّفت لغرض إنتاج الملح

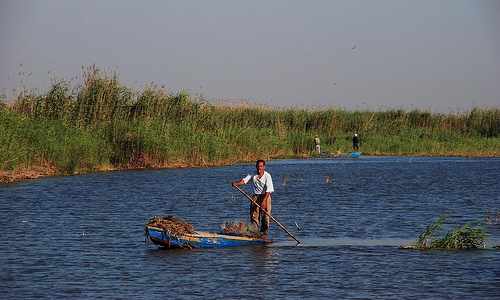
صيادون بسطاء ببحيرة مريوط.

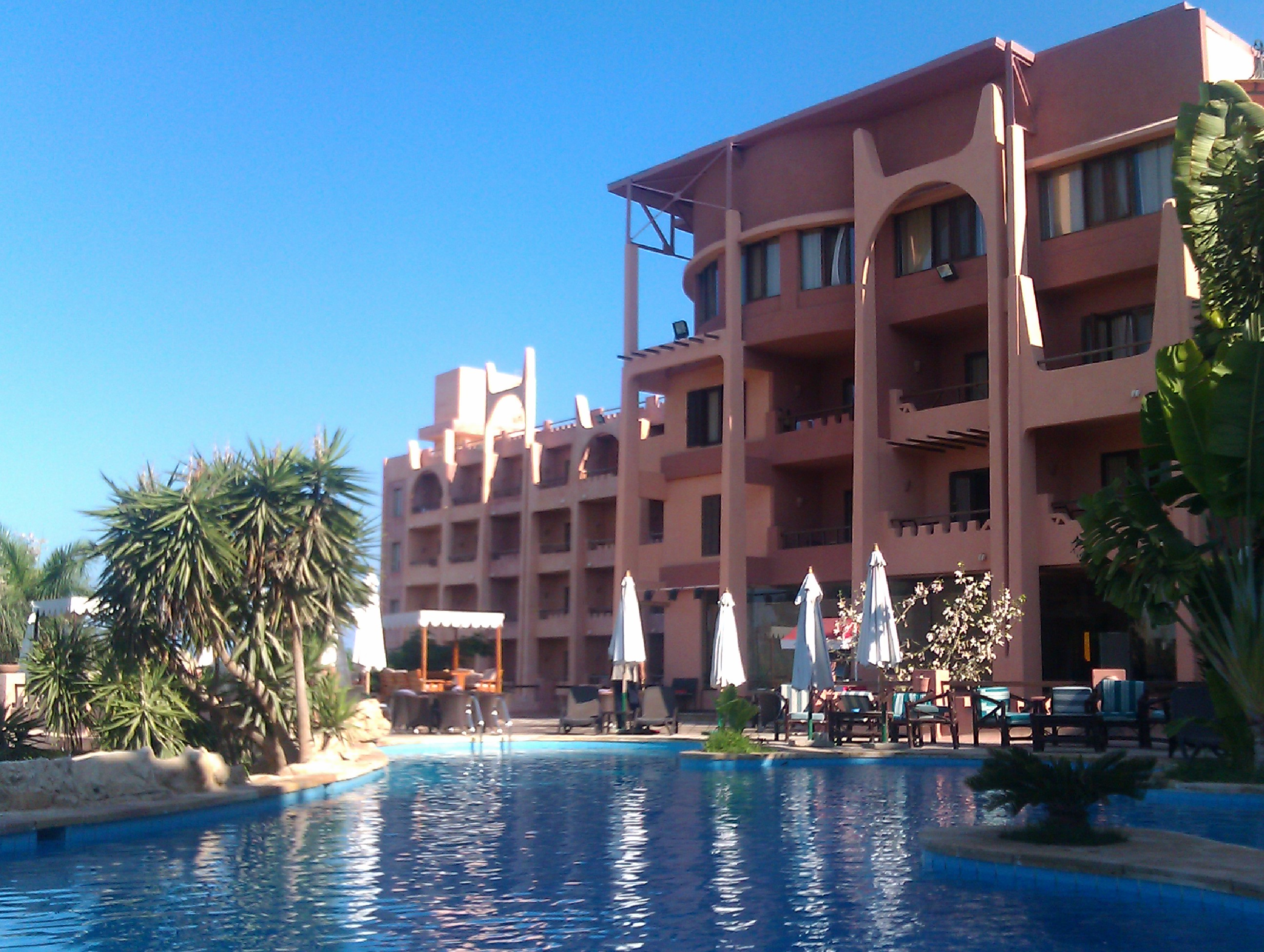
في محيط البحيرة عدد من المنتجعات السياحية - منها «فندق أفريكانا»

تستخدم ضفافها لعدة أغراض اقتصادية منها المزارع السمكية والـملاحات كما استصلحت بعض الأراضي منها لخدمة التوسع العمراني.
بلغت مساحة البحيرة 60 ألف فدان في بداية الستينات، وكانت مصدرًا رئيسًا للأسماك للإسكندرية وضواحيها، ثم تقلصت مساحتها حتى بلغت 15 ألف فدان. كما تناقص إنتاجها اليومي من 160 طن عام 1963 إلى 7 طن عام 1975.
ویبلغ حاليًا متوسط إنتاجها من الأسماك 4700 طن سنویا. وتمثل أسماك البلطي والقرامیط غالبیة المصید.

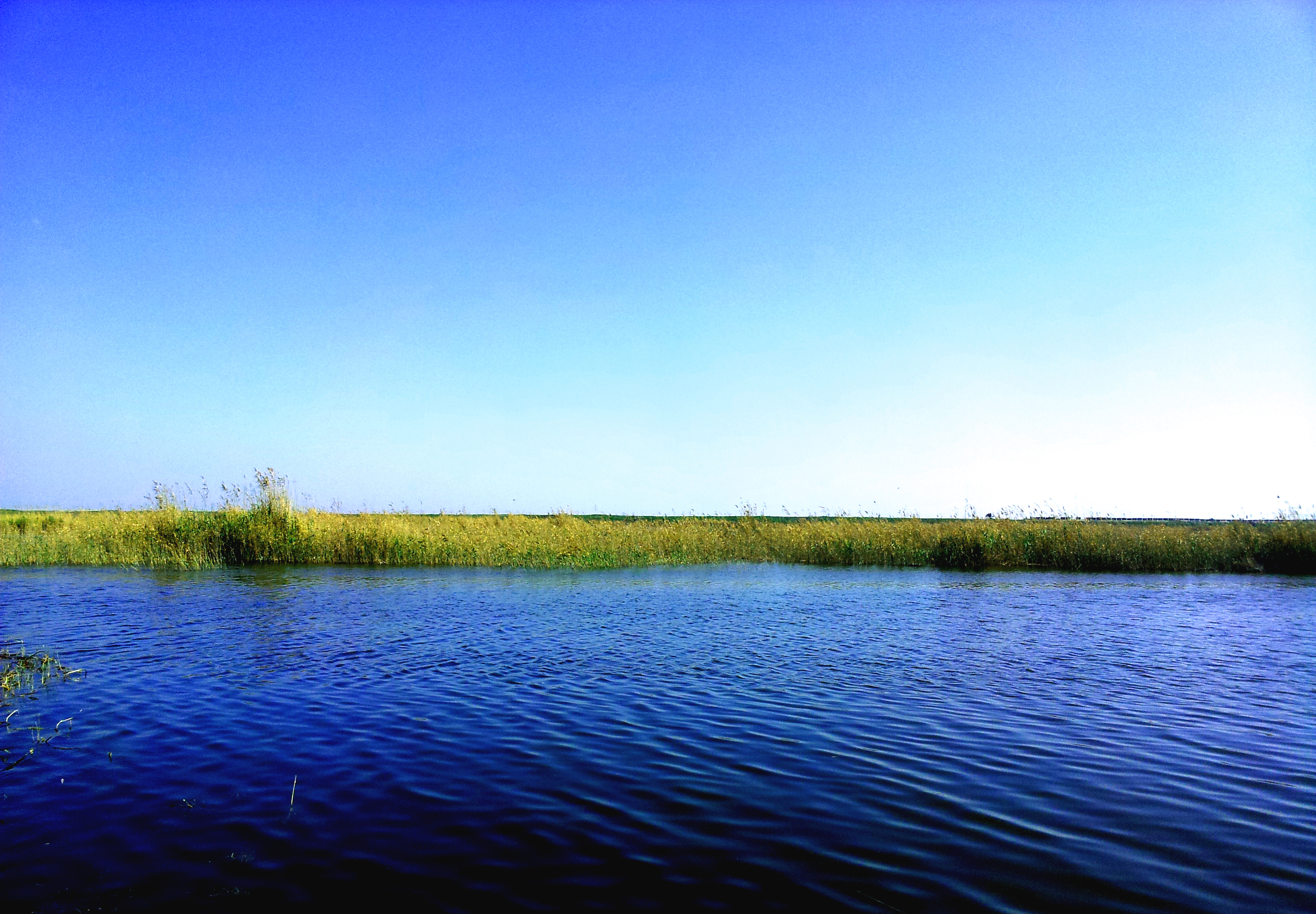
منظر عام للبحيرة على طريق مصر - إسكندرية الصحراوي.

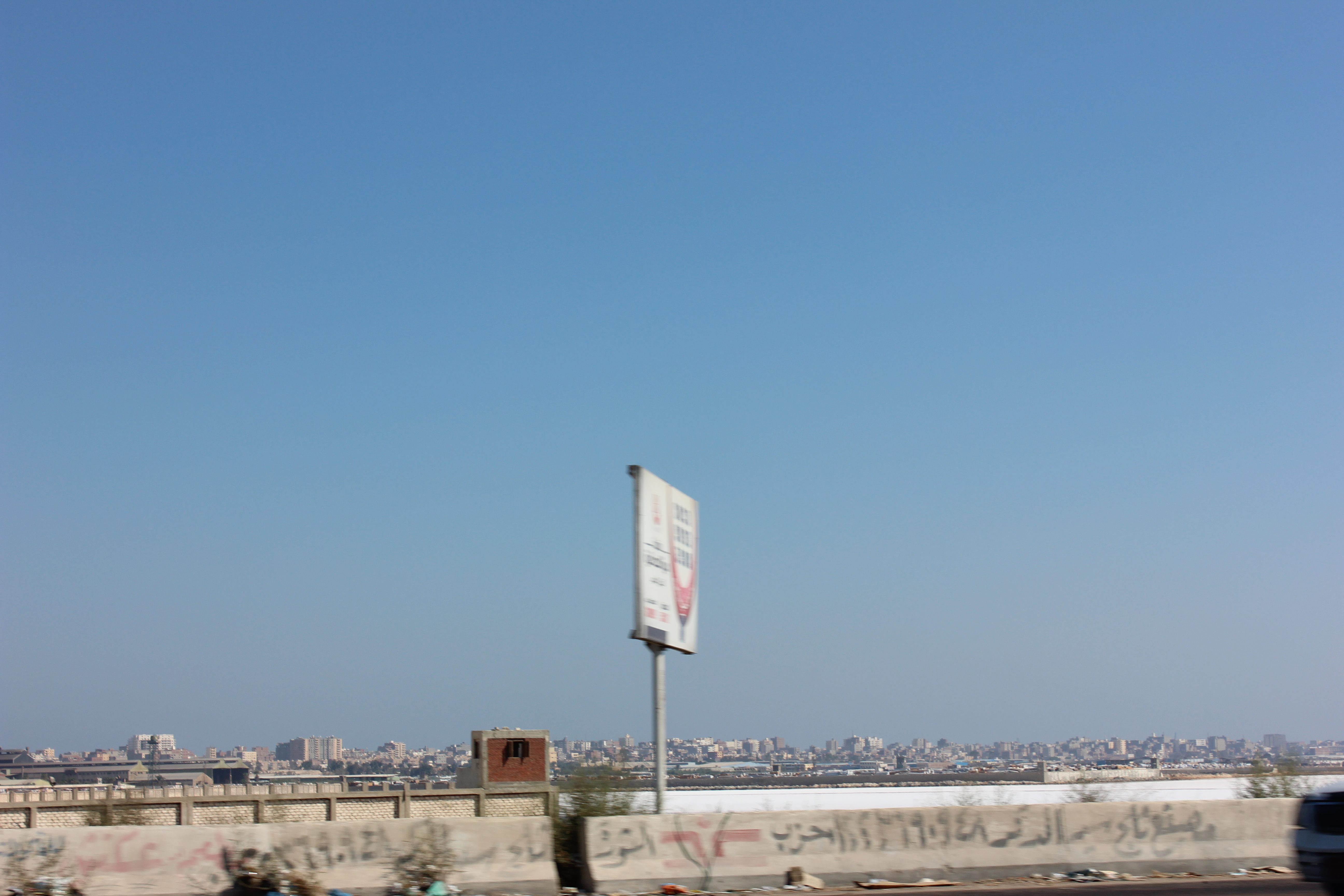
محور التعمير

## المشاريع
في 2020، قررت الحكومة المصرية القيام بمشروع تطوير بحيرة مريوط يستهدف تطهير المجرى المائي للبحيرة وزيادة حجم الثروة السمكية بها وتنمية منطقة غرب الإسكندرية، ويتضمن تعميق البحيرة ورفع منسوب المياه بها من 30 سنتيمتر إلى نحو 3 أمتار، وبالتالي الحفاظ على رفع منسوب المياه طوال أيام السنة والحفاظ على المياه القادمة من مصرف القلعة داخل البحيرة، بالإضافة إلى أعمال إزالة الرواسب القاعية والتطهير. بلغت تكلفة مشروع تطهير البحيرة حوالي  236.250  مليون جنيه مقسمة على ثلاث دفعات.

## في الأدب
- أشار الشاعر ويليام بتلر ييتس إلى البحيرة باسم بحيرة Mareotic «الفرس» في قصيدته «بن بولبين» (Ben Bulben).
- كتب لورانس دوريل عن البحيرة مستخدماً اسمها القديم بحيرة ماريوتيس في رواياته الرباعية الرباعية الإسكندرية، حيث تُعد مكانًا لتصوير البط.[24]

## الكنيسة المسيحية

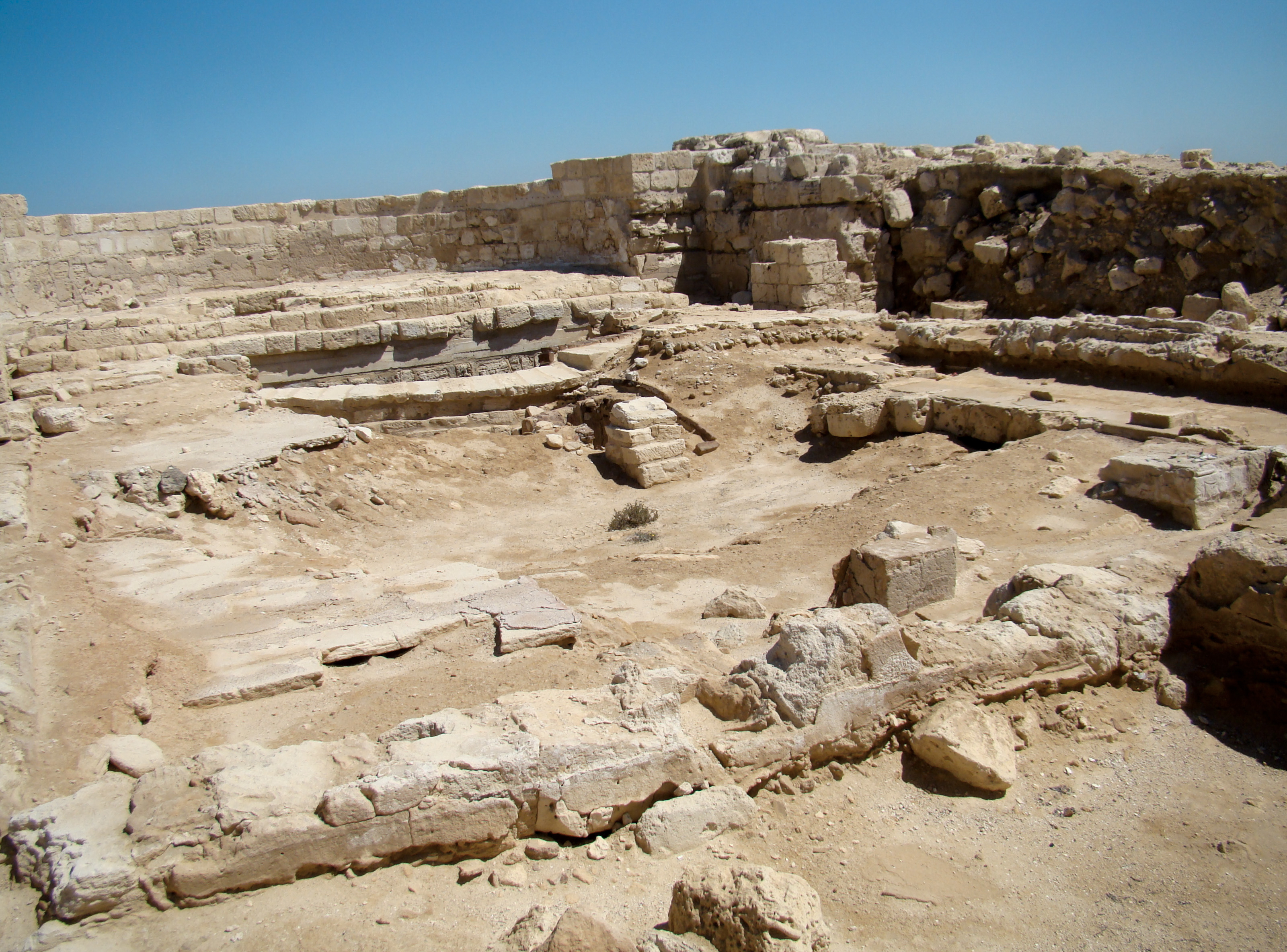
بازيليكا في ماريا.

كانت هناك أسقفية ماريوتس، في مقاطعة إيجيبتوس بريموس الرومانية، والتي كانت نائبة لرئيس أساقفة متروبوليتان في بطريركية الإسكندرية. لقد تلاش معظم مثيلاتها التي كانت الموجودة في مصر الرومانية، ربما عند ظهور الإسلام. تاريخيًا وُثق اثنين من الأساقفة وهما:
- إيشيراس (مذكور حوالي 335)
- بيستوس (مذكور في 337)

رممت الأبرشية اسميًا في عام 1933 كأسقفية مُرَيّة. على الرغم من أنها من الناحية الفنية أسقفية لاتينية، إلا أنه كان بها العديد من شاغلي المناصب الكاثوليكية الشرقية، لا سيما الكنيسة القبطية الكاثوليكية الأصلية في مصر sui iuris (طقس إسكندري).
فيما يلي قائنة شاغلي المناصب، حتى الآن من المرتبة الأسقفية المناسبة (الأدنى):
- أنطونيوس عزيز مينا (21 ديسمبر 2002 - 3 يناير 2006)، أسقف الكوريا من الأقباط الكاثوليك بطريركية الإسكندرية (مصر) ([19 ديسمبر 2002] 21 ديسمبر 2002 - 3 يناير 2006)، تليها الأبرش (المطران) من Guizeh من الأقباط (مصر) (3 يناير 2006 - 23 يناير 2017)
- بطرس فهيم عوض حنا (6 سبتمبر 2006 - 8 أبريل 2013) بطريركية الأقباط الكاثوليك بالإسكندرية أسقفًا لكوريا على مصر للأقباط ([31 أغسطس 2006] 6 سبتمبر 2006 - 8 أبريل 2013)، تلاه أبرش (أسقف) منيا الأقباط (مصر) ([25 مارس 2013] 8 أبريل 2013 -...)
- سيزار عيسان، رهبنة الإخوة الأصاغر (OFM Conv.) (2 آب 2016 -...) كنائب رسولي لبيروت (لبنان).